# Ряпина
Ря́пина (эст. Räpina, выруск. Räpinä) — город на юго-востоке Эстонии в уезде Пылвамаа. Является административным центром волости Ряпина.

## География и описание
Расположен на реке Выханду, в 6 км от её впадения в Псковское озеро.
Климат умеренный. Официальный язык — эстонский. Почтовые индексы: 64503—64506.

## Население
По данным переписи населения 2011 года, в Ряпина проживали 2455 человек, из них 2099 (85,5 %) — эстонцы.
По данным переписи населения 2021 года, в городе насчитывалось 2213 жителей, из них 1186 (85,6 %) — эстонцы.
Численность населения города Ряпина:
| Год  | 1881 | 1922   | 1934  | 1941  | 1959   | 1970   | 1979   | 1989   | 2000   | 2011   | 2021   |
| ---- | ---- | ------ | ----- | ----- | ------ | ------ | ------ | ------ | ------ | ------ | ------ |
| Чел. | 708  | ↗ 2100 | ↘ 599 | ↗ 722 | ↗ 2237 | ↗ 2588 | ↗ 3247 | ↗ 3488 | ↘ 2967 | ↘ 2455 | ↘ 2213 |

## История
В источниках 1582 года упоминаются Repin, w Repinie, 1588 года — pod Repinem, 1601 года — Rapinn, 1616 года — Rapin, 1627 года — Rapyn, 1638 года — Rappin, 1686 года — Rapyns Hoff, 1782 года — Rappin, Rapin, Rapien, Rappina wald, 1909 года — Räpina m. (мыза).
На картах Ливонии после разделения (1562—1791 г.) и во времена епископов 1662 года, на границе Московского царства, указан хутор Рапин (Rapin).
В XVIII веке мыза Раппин (нем. Rappin, эст. Räpina mõis) принадлежала дворянскому семейству Лёвенвольде, в XIX веке перешла в собственность семейства Рихтеров, при которых в 1842 году было выстроено главное здание в стиле классицизма. Пейзажный парк разбил Вальтер Энгельгардт. В 1950—1962 годах Ряпина был центром Ряпинаского района.
В Ряпина работает одна из старейших действующих бумажных фабрик Европы, а также школа садоводства. Недалеко от города при содействии Европейского фонда рыболовства ведётся строительство портового причала.
В 1945 году Ряпина стал посёлком, в 1950—1961 годах был центром Ряпинаского района, статус города получил в 1993 году.

## Происхождение топонима
Происхождение топонима Ряпина не совсем ясно. А. В. Хупель в 1782 году заявил, что эстонское название Раппина (Rappina) может указывать на то, что в XVIII веке буква R в начале слова была сильно смягчена (*R’apina). Хупель перечисляет различные варианты немецкого написания: Rappin [рапин], Rapin [раапин], Rapien [рапиин]. Большинство более ранних написаний позволяют также читать долгую гласную первого слога, только написание Раппин от 1638 года чётко показыает краткую ′а′. Эти нюансы указывают в пользу неоднократно выдвигавшегося предположения о том, что имя ′Ряпина′ является старославянским личным именем. Его первоначальная форма — фамилия Ряпин (родительный падеж от имени ′Ряпа′). Этому соответствует и написание польского периода, потому что более распространенная русская фамилия Репин (в старом написании Рѣпин) на польском языке писалась бы как Riepin.

## Галерея

Город Ряпина
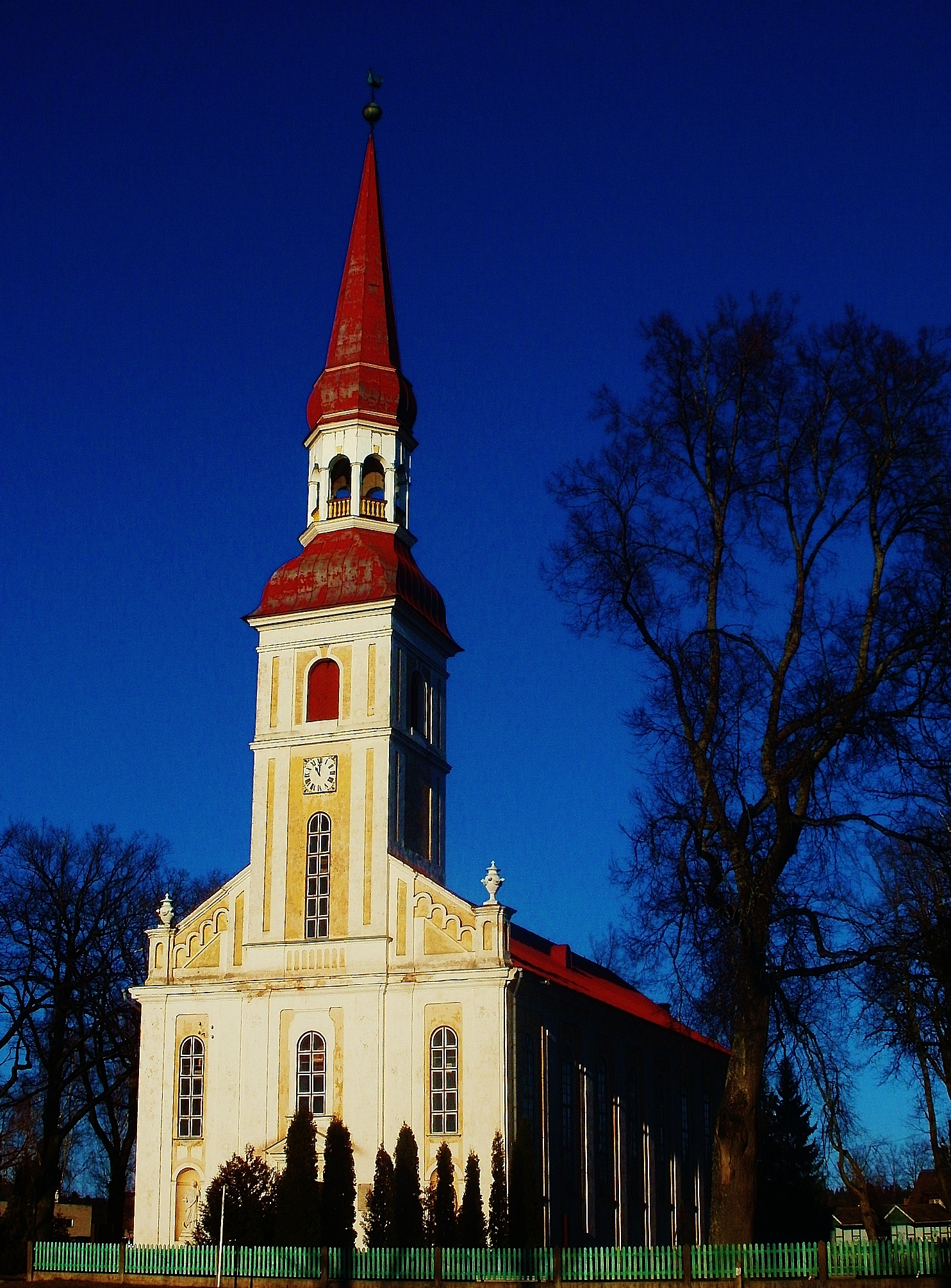
Ряпинаская церковь архангела Михаила
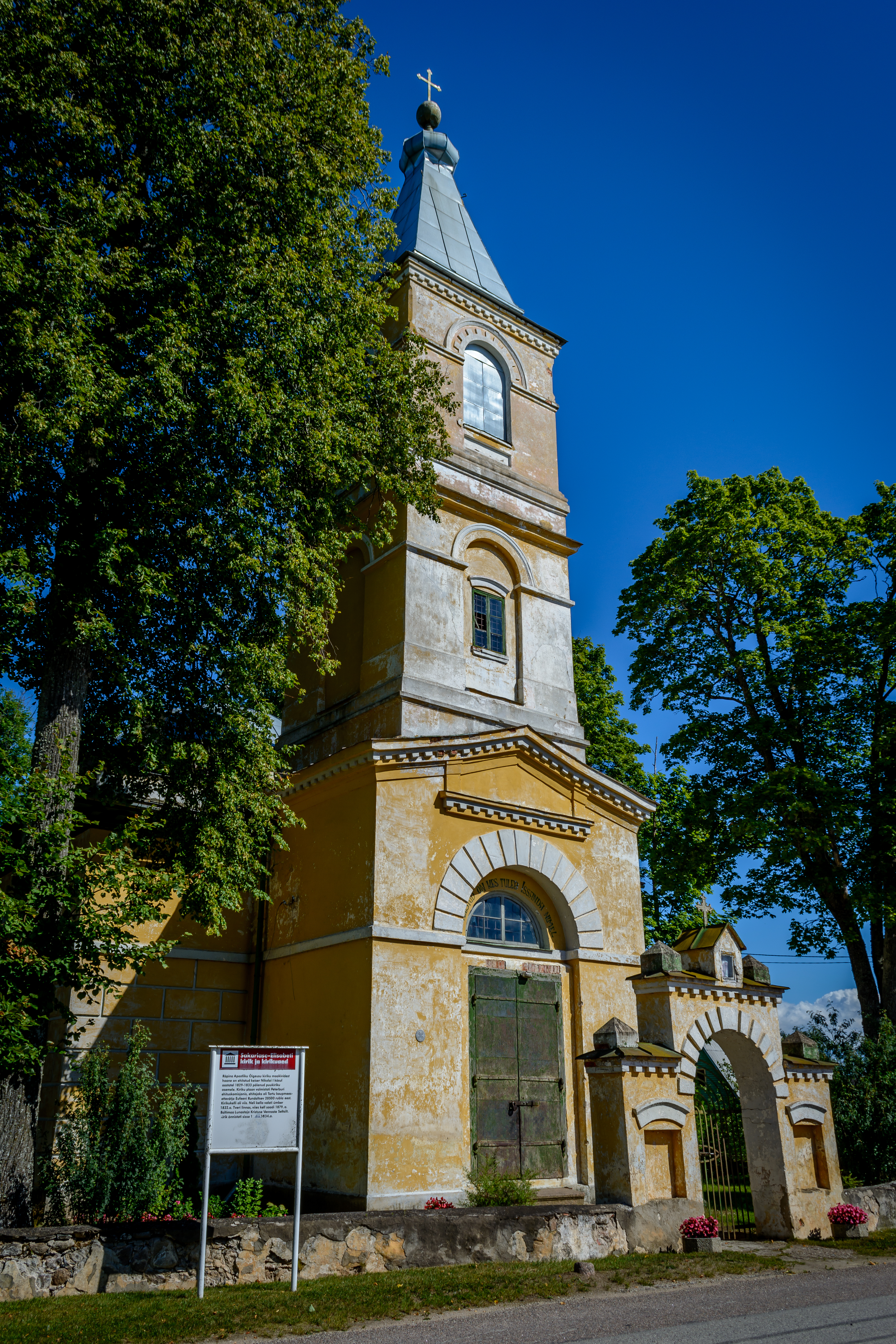
Православная церковь
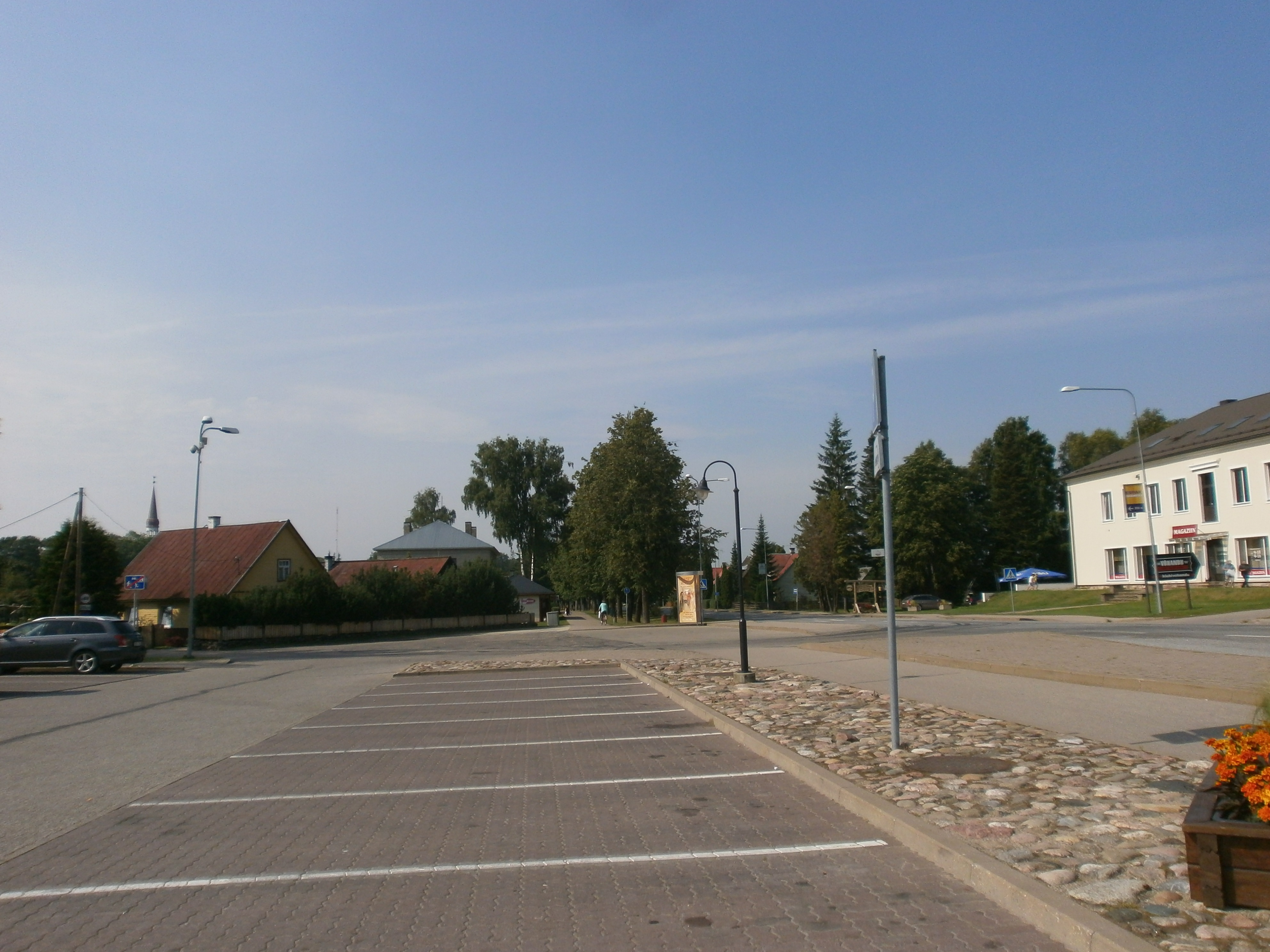
Центральная площадь
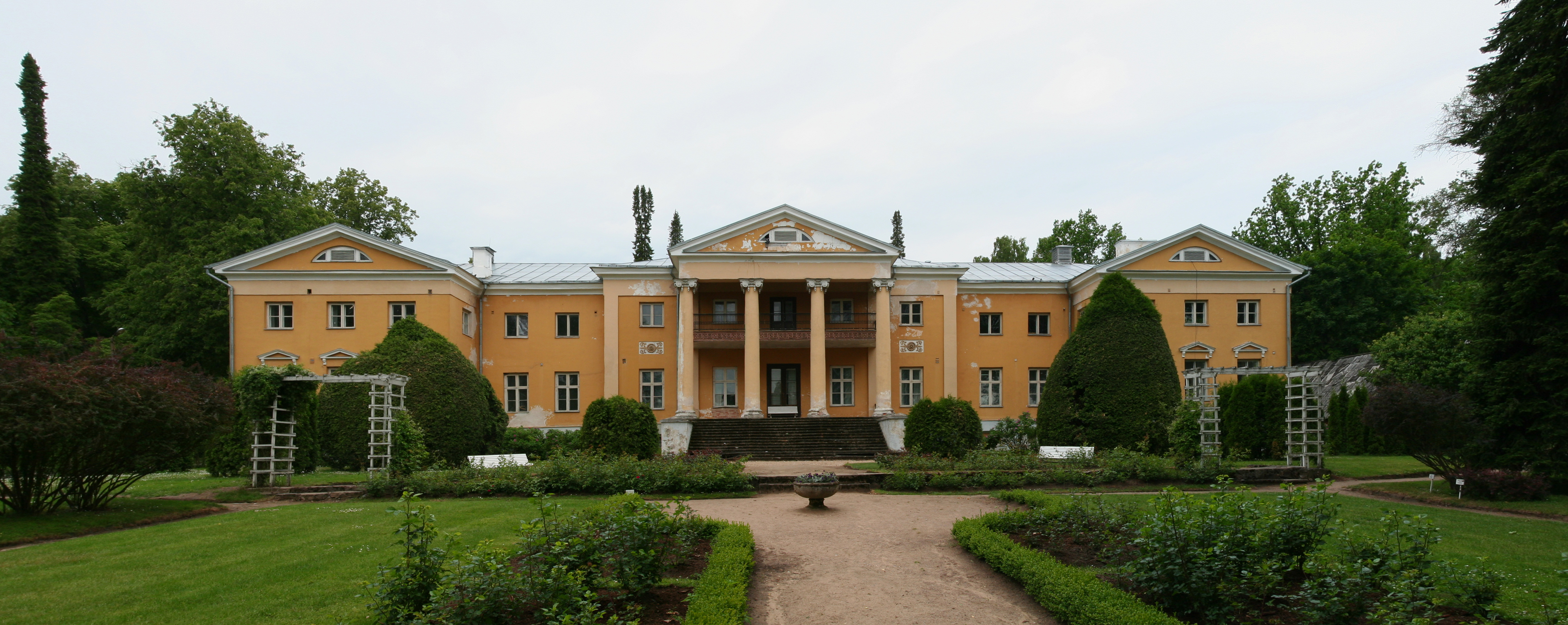
Главное здание мызы Раппин (замок Силлапяэ)
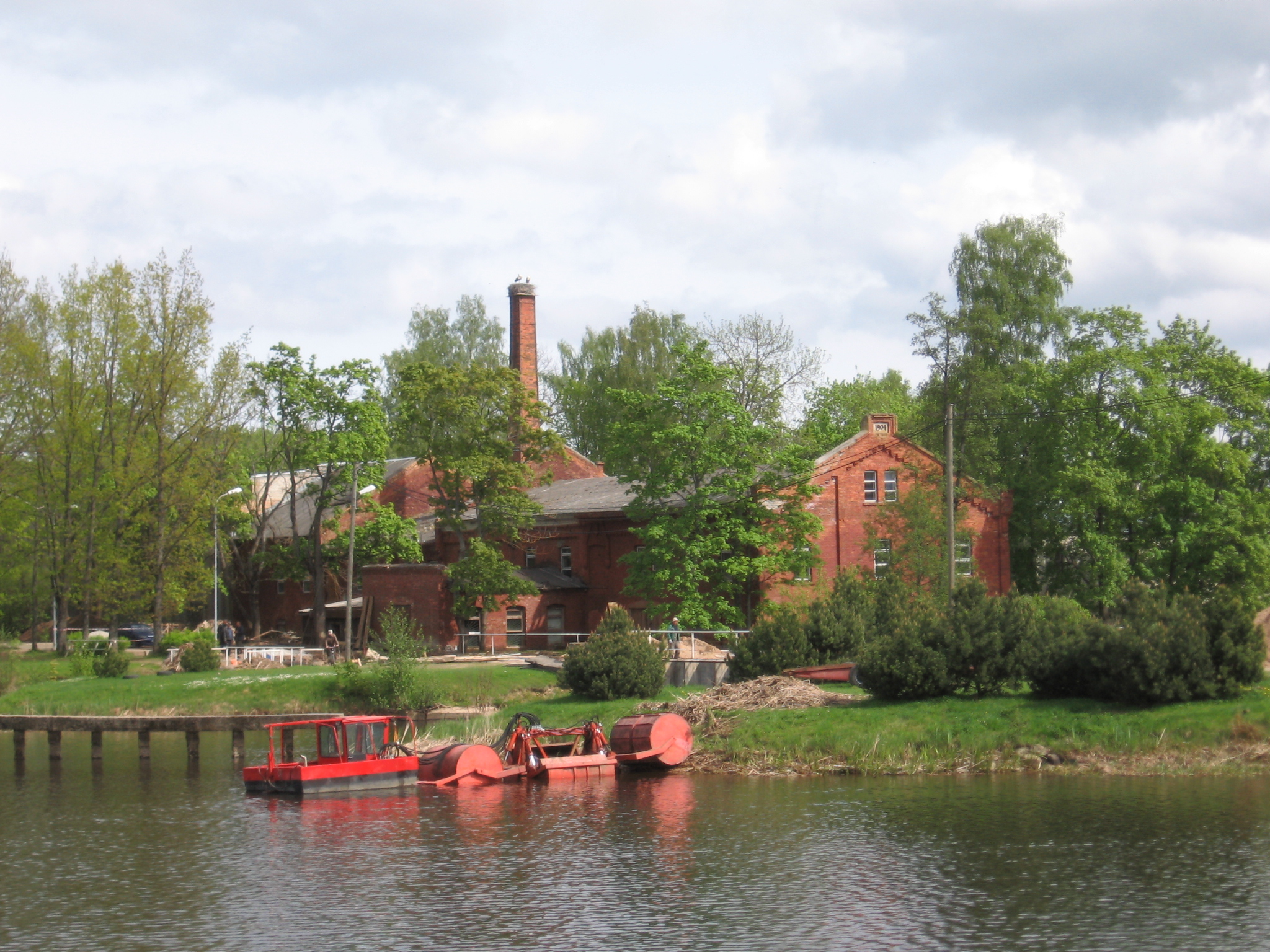
Бумажная фабрика
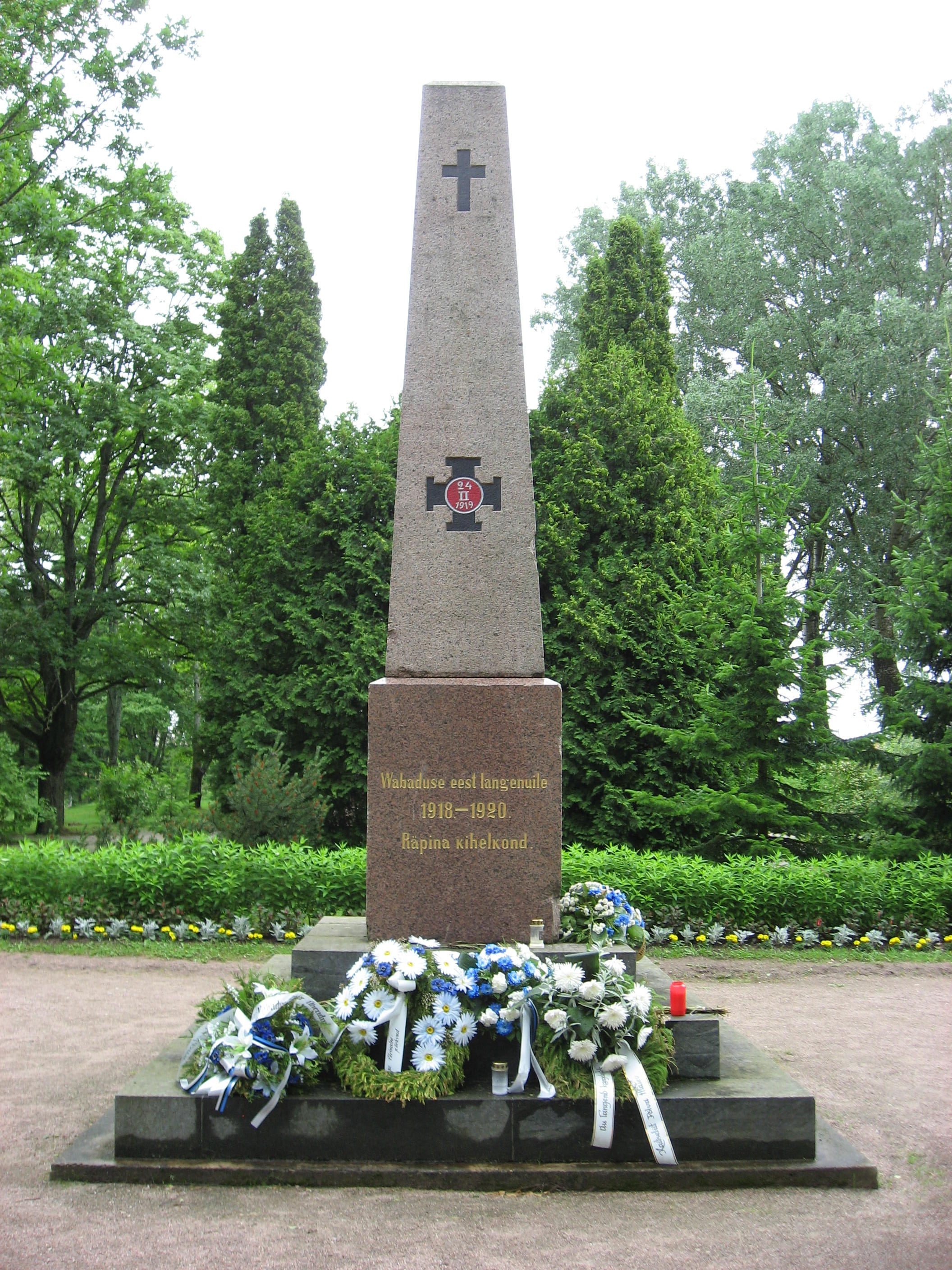
Памятник павшим в Эстонской освободительной войне
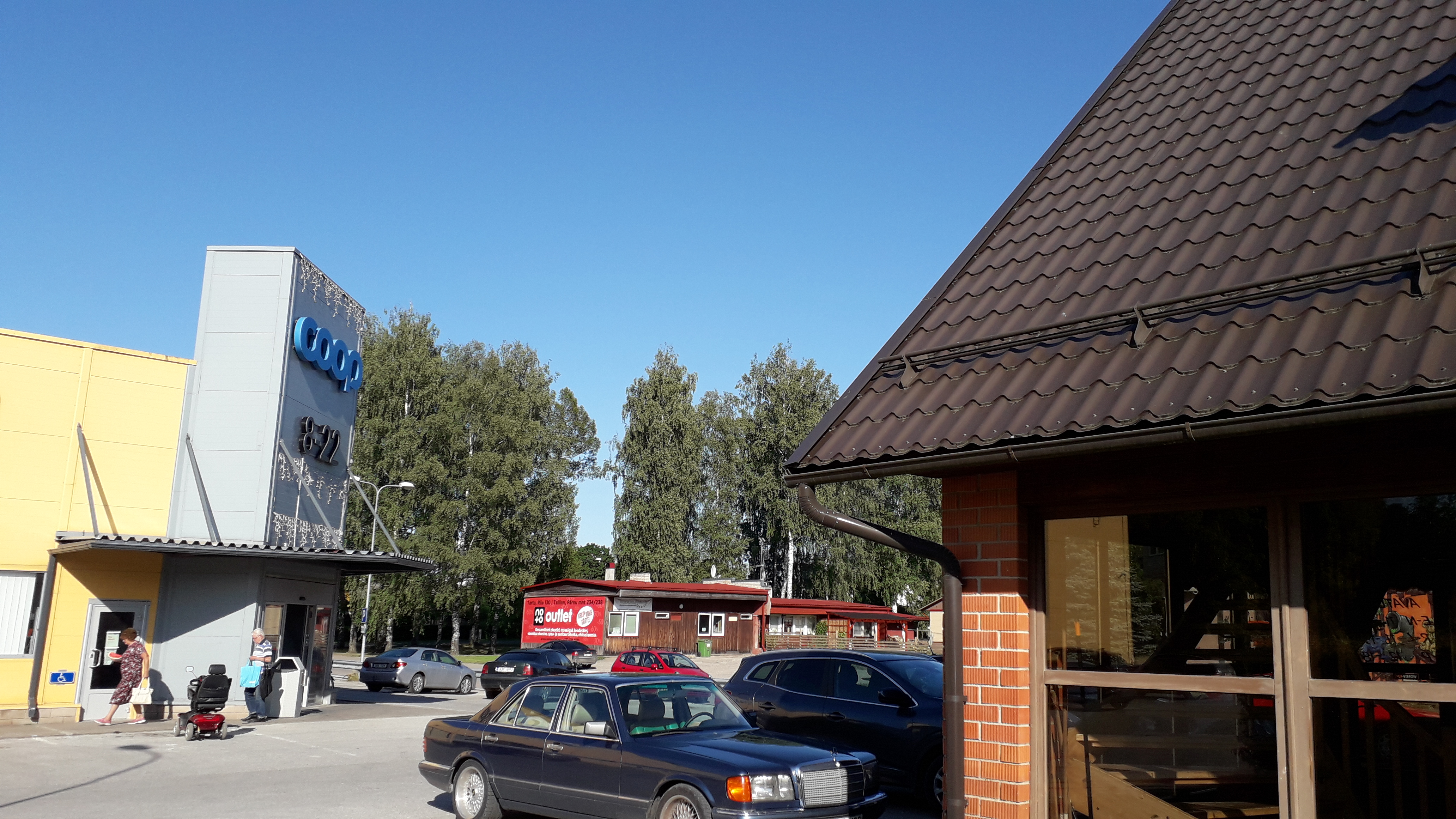
Магазин в Ряпина
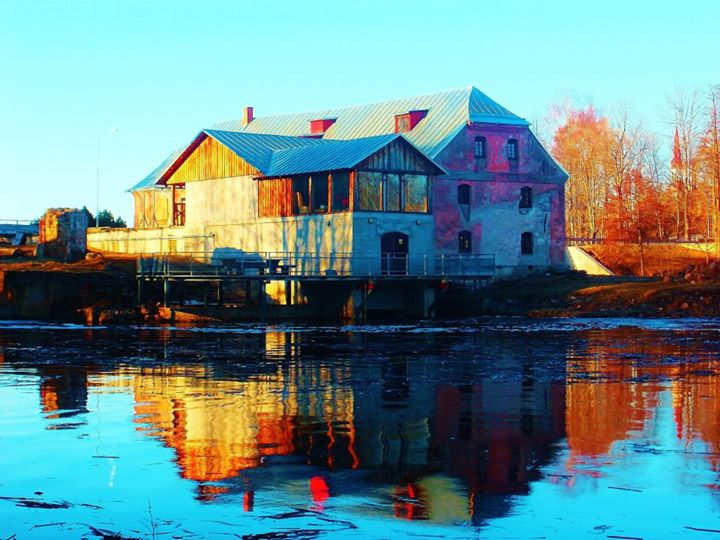
Водяная мельница
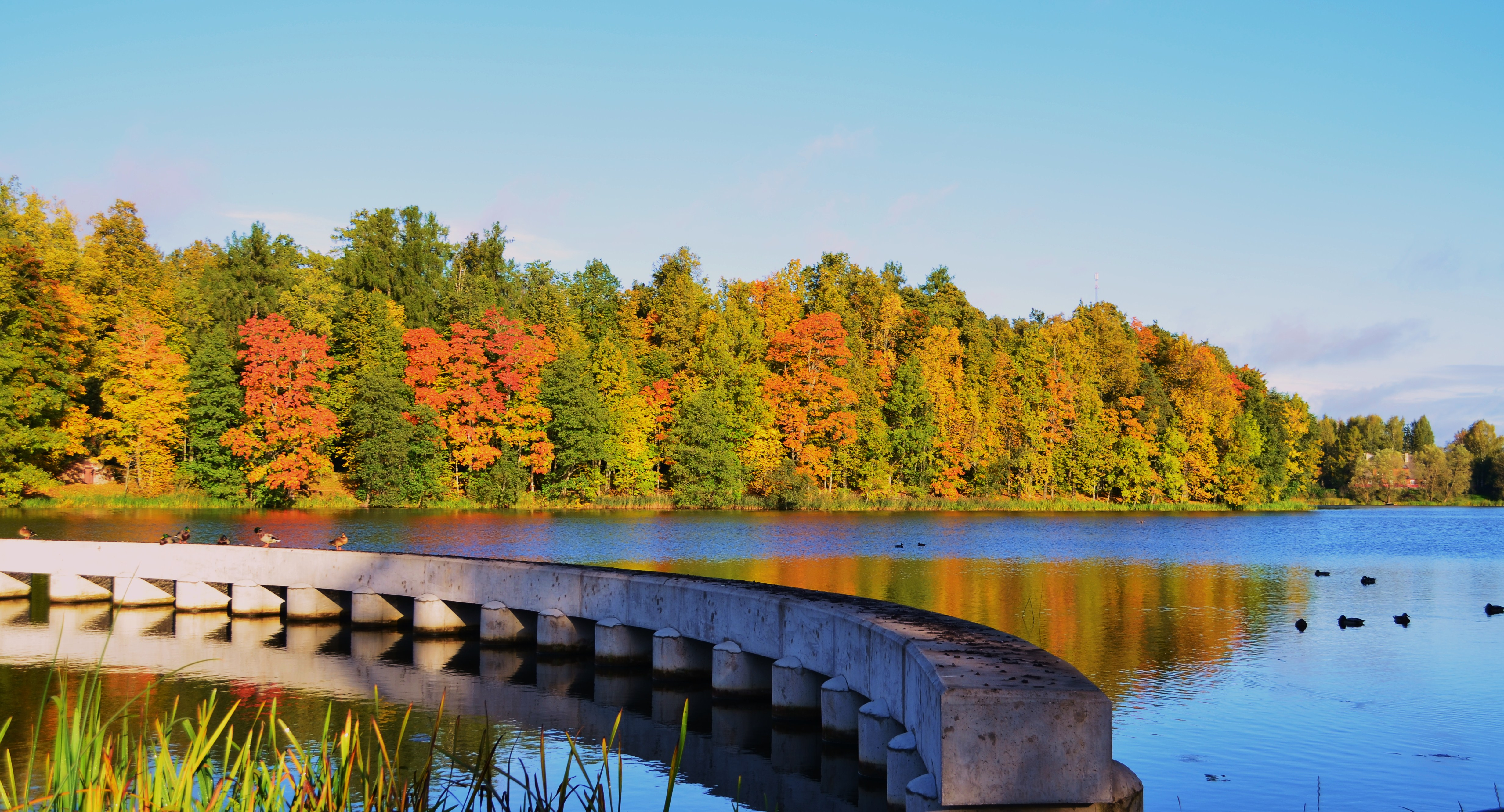
Ряпинаское водохранилище

## Известные личности
- Хаваокс, Пауль (1924—1983) — эстонский советский поэт и прозаик.

## Комментарии
1. ↑  Эстонские топонимы, оканчивающиеся на -а, не склоняются и не имеют женского рода (исключение — Нарва)